# Sola fide
Sola fide (от латински: „само чрез вяра“, „само от вяра“) описва основен елемент от доктрината на Реформацията за оправданието и е богословски принцип на църквите, произлезли от Реформацията. Той изразява убеждението, че човек постига вечен живот само чрез своята вяра. Sola fide може да се намери още преди Реформацията, например у Тома Аквински. 

## Същност
Sola fide изразява убеждението, че човек не може да стане праведен пред Бога чрез добри дела , но че той е оправдан и по този начин спасен само чрез вяра в изкупителното дело на Христос. Чрез тази вяра човекът получава Светия Дух (Галатяни 3:2,5).
Според лутеранската гледна точка не е възможно хората сами да решат да повярват в Христос, тъй като вярата идва единствено чрез Божията благодат (sola gratia) или се пробужда на първо място от Божието слово, което достига до тях. Това прави едно автономно решение на вярата, т.е. акт на свободна воля от страна на човека, напълно немислимо за Лутер: човекът е поробен по отношение на връзката си с Бог и по този начин своето спасение.

## Библейска основа
Реформаторът Мартин Лутер вижда най-важната библейска основа за тази идея в писмото на апостол Павел до римляните (Римляни 3:21-28). Думата „само“ обаче не се появява в оригиналния гръцки текст на Римляни 3:28. Добавен е от Лутер по негови собствени думи, за да отдаде справедливост на особеностите на немския език. Това допълнение е запазено в Библията на Лутер и до днес. Съвременните преводи на Библията пишат на това място, че „човекът се оправдава чрез вяра “, както и Вулгата. Особено в калвинизма, лутеранската „единствена ефективност“ на вярата се разглежда критично във връзка с важността на освещението.

## Връзка с другите "соли"
Sola fide се отнася до доверието на човека в божествената благодат. Sola fide и sola gratia се отнасят до човешката и божествената страна на Божието спасително дело: присвояването на божествената благодат се случва sola fide от страна на човека, присвояването на благодатта се случва sola gratia от страна на Бога. Тъй като вярата е дар (ефект на благодат), извършен от Бог, „sola fide … може да се обясни и като sola gratia“ (Фридрих Вилхелм Граф).

## Sola fide и другите християнски възгледи
Sola fide е в контраст с католическите и източноправославните гледни точки, които вярват, че Исус е умрял, за да преодолее пропастта между Бог и хората, но и че вяра без дела е мъртва (Яков 2:17-18), за да бъдат спасени.